# Maków (Łódź)
Pour les articles homonymes, voir Maków.
Maków est une localité polonaise, siège de la gmina de Maków, située dans le powiat de Skierniewice en voïvodie de Łódź.